# سیارک ۹۹۶۷
سیارک ۹۹۶۷ (به انگلیسی: 9967 Awanoyumi، نامگذاری:1992FV1) نه هزار و نهصد و شصت و هفتمین سیارک کشف شده‌است که در ۳۱ مارس ۱۹۹۲ کشف شد.
قدر مطلق سیارک برابر ۳۷.۱ است.